# Thionia mexicana
Thionia mexicana är en insektsart som beskrevs av Melichar 1906. Thionia mexicana ingår i släktet Thionia och familjen sköldstritar. Inga underarter finns listade i Catalogue of Life.